# Сметённые огнём
«Сметённые огнём» (англ. Blown Away) — фильм режиссёра Стивена Хопкинса 1994 года о противостоянии бостонского полицейского из сапёрного отряда и его бывшего товарища по Ирландской республиканской армии. В российском прокате выходил также под названиями «Огненный дождь», «Подрывники», «Унесённые взрывом».

## Сюжет
Осуждённый террорист-подрывник Ирландской республиканской армии (ИРА), Райан Гэррити (Томми Ли Джонс), сбегает из тюрьмы, убив сокамерника и взорвав стену при помощи собранной из подручных средств бомбы. Пользуясь старыми связями, Гэррити сбегает в США, где находит убежище в Бостоне. В один из вечеров Гэррити случайно видит по телевизору Джимми Дава (Джефф Бриджес), сапёра бостонской полиции, успешно обезвредившего очередную бомбу. Дав, несмотря на свой профессионализм и внешнюю маску задорного весельчака, оставаясь в одиночестве, мучится кошмарами, постоянно вспоминая своё прошлое: до переезда в США Дав, чьё настоящее имя — Лиам Макгивни, был другом Гэррити. Узнав, что Гэррити является вольнонаёмным террористом, Макгивни арестовал друга, но не сумел предотвратить взрыв грузовика, из-за которого погибла его возлюбленная (сестра Гэррити). Воспоминания настолько сильно беспокоят Дава, что он собирается уйти с полевой работы и стать инструктором по минно-взрывному делу для новобранцев. Одновременно с этим Дав женится на своей подруге, Кэти, удочеряя её шестилетнюю дочь Лиззи.
Гэррити разрабатывает план мести и сооружает бомбу, которую подвешивает под мостом. На разминирование вызывают друга Дава, Блэнкета, который решает подорвать бомбу выстрелом из ружья. Несмотря на то, что Блэнкет делает выстрел из укрытия, расчёт, проведённый Гэррити оправдывается, и сапёра убивает ударной волной. Дав рассказывает свой секрет Кэти и просит её уехать от него подальше, так как ей грозит опасность.
Гэррити, устроившийся уборщиком в полицию, узнаёт информацию о товарищах Дава и сооружает очередную бомбу, спрятанную в полицейском фургоне. В результате взрыва гибнут друзья Дава, Кортес и Рита, тогда как Даву не хватает нескольких секунд, чтобы их предупредить. Гэррити присылает в полицию издевательское видеописьмо, где, прячась под разными масками, рассказывает «Лиаму Макгивни», что вина за убийства лежит на нём. Один из офицеров, Энтони Фрэнклин (Форест Уитакер), начинает подозревать Дава в причастности к взрывам. Гэррити подкладывает бомбу в стереонаушники Фрэнклина, но Дав успевает обезвредить устройство.
Дядя Дава, Макс О’Бэннон (Ллойд Бриджес), знающий о прошлом племянника, находит Гэррити, но тот догадывается о ловушке и, избив старика, увозит его к старой церкви. Там Гэррити привязывает к Максу бомбу, приводимую в действие металлическим шариком, катающимся по деревянному жёлобу с детонаторами по боками. Дав успевает приехать, но Макс, сказав ему, что очень устал, совершает самоубийство, пока Дав убегает к мотоциклу за инструментами.
Дав уходит в запой, но его спасает Кэти, сказав, что Гэррити был у них в пляжном домике. Дав с новой силой приступает к поискам и находит Гэррити, который прячется на заброшенном корабле. Избегая ловушек, Дав поднимается в рубку, где находит пьяного Гэррити, работающего над очередной бомбой. Гэррити говорит, что очередной целью станет Кэти, намекая, что он заминировал концертный зал, где она играет в оркестре. Заставив Дава выкинуть пистолет, Гэррити говорит, что взорвана будет только Кэти, после чего активирует изощрённую взрывную цепь на корабле. Дав бросается на Гэррити и после драки приковывает его к себе наручниками, готовясь умереть вместе с ним. Внезапно на корабле появляется Фрэнклин, следивший за Давом всё это время. Фрэнклин спасает Дава, а Гэррити погибает во взрыве.
Фрэнклин и Дав мчатся к Кэти, но та уже уехала, активировав взрывную цепь бомбы, спрятанной в машине. Взрывная цепь блокировала управление автомобиля, и Дав на полном ходу перелезает к Кэти, где обезвреживает бомбу, тогда как машина попадает в аварию. Выбравшись из машины, Дав кидает Фрэнклину свой полицейский жетон и пояс с инструментами и счастливый уходит со своей семьёй.

## В ролях
- Джефф Бриджес — Джимми Дав/Лиам Макгивни
- Томми Ли Джонс — Райан Герэти
- Ллойд Бриджес — Макс О’Баннон
- Форест Уитакер — Энтони Франклин
- Сьюзи Эмис — Кейт Дав
- Джон Финн — Фред Рорк

## Музыка
В фильме звучат песни группы U2 «I Still Haven’t Found What I’m Looking For» и «With or Without You».